# Округ Морисон (Минесота)
Округ Морисон (енгл. Morrison County) је округ у америчкој савезној држави Минесота.

## Демографија
По попису из 2010. године број становника је 33.198, што је 1.486 (4,7%) становника више него 2000. године.
| Група             | 2000.          | 2010.          |
| Белци             | 31.094 (98,1%) | 32.174 (96,9%) |
| Афроамериканци    | 66 (0,2%)      | 131 (0,4%)     |
| Азијати           | 80 (0,3%)      | 101 (0,3%)     |
| Хиспаноамериканци | 203 (0,6%)     | 402 (1,2%)     |
| Укупно            | 31.712         | 33.198         |